# Figura Reya
Figura Reya – właściwie figura Reya-Osterrietha, jest to figura wykorzystywana w diagnostyce neuropsychologicznej. Zadanie polega na narysowaniu skomplikowanej figury. Wykonanie jest oceniane według 18 kryteriów. Pozwala to na ocenę zdolności wzrokowo-przestrzennych, pamięci, uwagi, planowania i pamięci roboczej (funkcji wykonawczych). Po raz pierwszy ten test został zaproponowany przez André Reya w 1941 roku i potem standaryzowany przez Paula-Alexandra Osterrietha w 1944 roku. Jest on często stosowany, by ocenić następstwa urazu mózgu, stwierdzić obecność demencji lub by badać stopień rozwoju dzieci.